# لوید موندوری
لوید موندوری (فرانسوی: Lloyd Mondory‎؛ زادهٔ ۲۶ آوریل ۱۹۸۲) دوچرخه‌سوار اهل فرانسه است.
از باشگاه‌هایی که در آن رکاب زده‌است می‌توان به آژ۲آر لا موندیال اشاره کرد.